# Czesław Kwieciński
Czesław Kwieciński, född den 20 januari 1943 i Romaškai, Litauen, är en polsk brottare som tog OS-brons i lätt tungviktsbrottning i den grekisk-romerska klassen 1972 i München och därefter OS-brons i samma viktklass fyra år senare 1976 i Montréal.